# Anthony Yeboah
Anthony Yeboah (anglès: Tony Yeboah)  (Kumasi, 6 de juny de 1966) és un exfutbolista ghanès de la dècada de 1990.
Fou internacional amb la selecció de futbol de Ghana.
Pel que fa a clubs, destacà a Eintracht Frankfurt, Leeds United FC i Hamburger SV.